# Denezières
Denezières är en kommun i departementet Jura i regionen Bourgogne-Franche-Comté i östra Frankrike. Kommunen ligger i kantonen Saint-Laurent-en-Grandvaux som tillhör arrondissementet Saint-Claude. År 2022 hade Denezières 73 invånare.

## Befolkningsutveckling
Antalet invånare i kommunen Denezières
Referens:INSEE